# Trojovice
Trojovice (en allemand : Trojowitz) est une commune du district de Chrudim, dans la région de Pardubice, en République tchèque. Sa population s'élevait à 186 habitants en 2022.

## Géographie
Trojovice se trouve à 4 km au sud-sud-est du centre de Hrochův Týnec, à 10 km à l'est-sud-est de Chrudim, à 16 km au sud-est de Pardubice et à 108 km à l'est-sud-est de Prague.
La commune est limitée par Hrochův Týnec au nord, par Přestavlky et Zájezdec à l'est, par Řestoky au sud, et par Honbice et Nabočany à l'ouest.

## Histoire
La première mention écrite de la localité date de 1244.

## Transports
Par la route, Trojovice se trouve à 5 km du centre de Chrast, à 10 km de Chrudim, à 18 km de Pardubice et à 132 km de Prague. 